# Keith (Écosse)
Pour les articles homonymes, voir Keith.
Keith (Baile Chèith ou Cèith Mhaol Rubhaest en gaélique (gd)) est une ville écossaise située dans la région du Moray.
Elle est célèbre pour sa distillerie Strathisla, située sur la route touristique du Malt Whisky Trail. La ville compte un hameau d'importance, appelé Newmill.

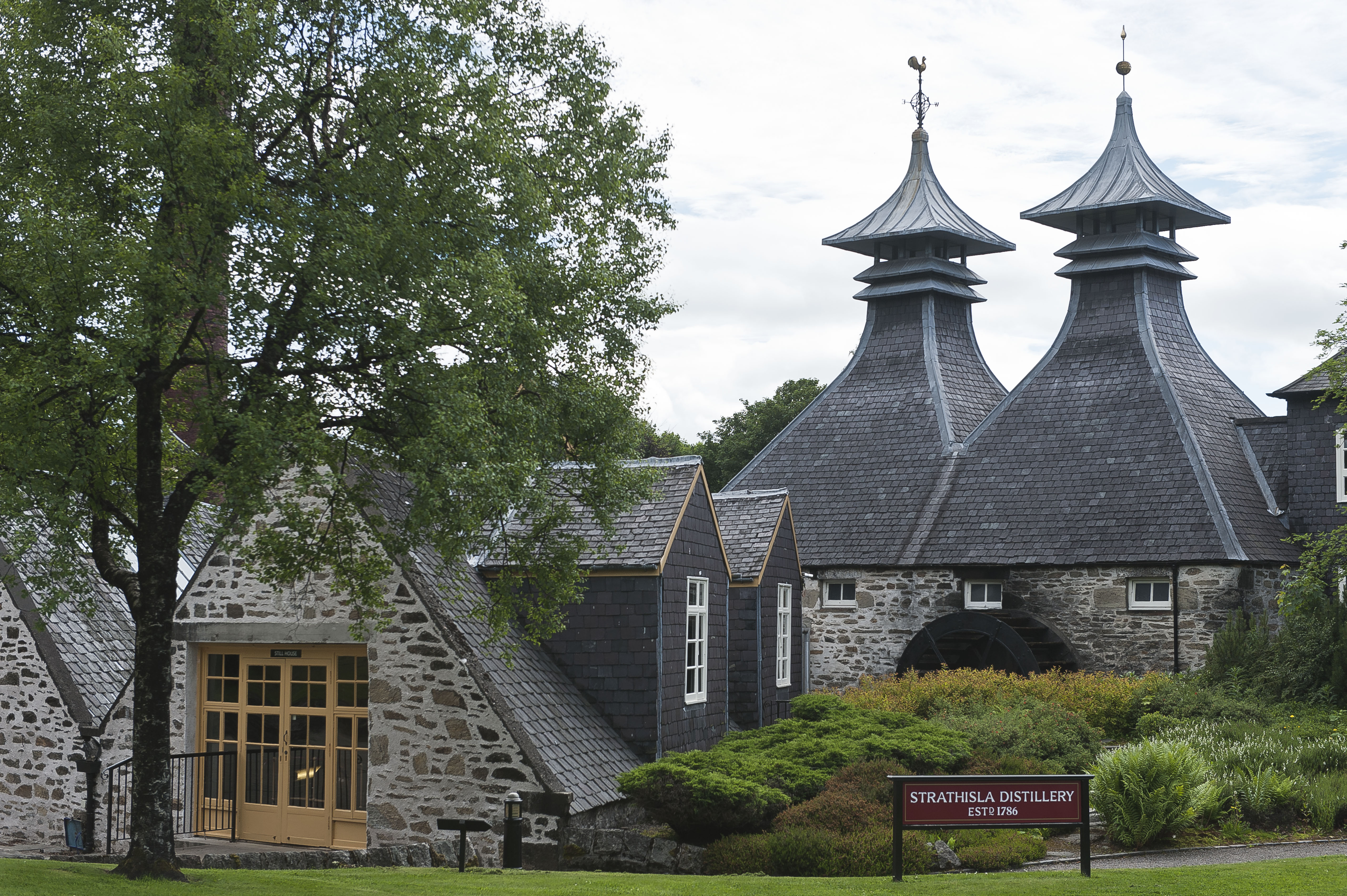
La distillerie Strathisla.

## Histoire
La ville faisait partie du comté de Banffshire avant d'être rattachée au Moray.

## Sports
La ville abrite le club de football de Keith F.C. (en) qui évolue en Highland Football League.

## Personnalités
- James Gordon Bennett senior, homme de presse, fondateur du New York Herald
- Colin Hendry, joueur et entraîneur de football, international écossais
- John Ogilvie, saint catholique